# Browallia eludens
Browallia eludens är en potatisväxtart som beskrevs av R.K. Van Devender och P.D. Jenkins. Browallia eludens ingår i släktet browallior, och familjen potatisväxter. Inga underarter finns listade i Catalogue of Life.